# Para (Suriname)
Pour les articles homonymes, voir Para.
Para est un district du  Nord-Ouest du Suriname. Sa capitale est Onverwacht.
La population s'élève à 15 120 habitants pour une superficie de 5 395 km².

## Subdivisions
Le district comporte 5 subdivisions (ressorten):

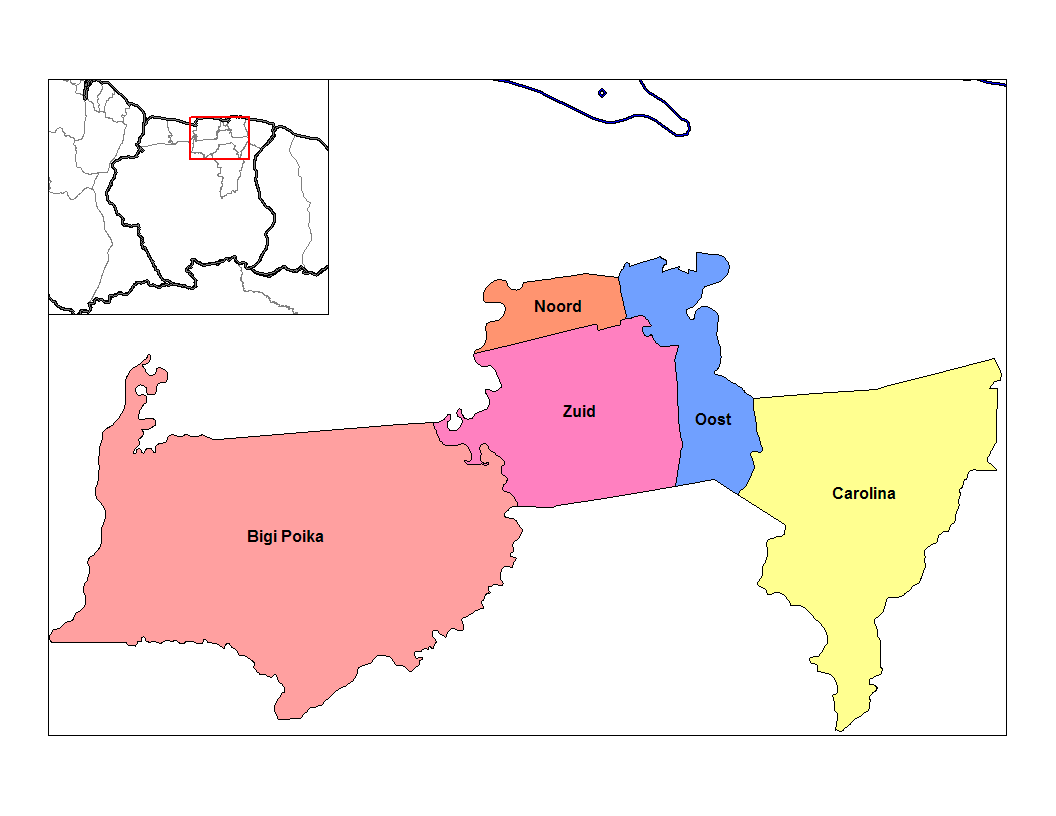
Subdivisions du Marowijne

- Bigi Poika
- Carolina
- Noord
- Oost
- Zuid

### Villages
- Bigi Poika (indiens Caribe)
- Carolina  (Creole)
- Powakka  (indiens Arowak)